# Алтын-Эмель (национальный парк)
«Алтын-Эмель» (каз. «Алтынемел» мемлекеттік ұлттық табиғи паркі (саябағы) ) — государственный национальный природный парк в долине реки Или на территории Жетысуской области Казахстана. Занимает территорию, ограниченную с юга рекой Или и Капшагайским водохранилищем, с севера западными отрогами Джунгарского Алатау — горами Шолак, Матай Алтынемель и Кояндытау, с востока невысокими горами Актау. Название хребта происходит от названия основного перевала через него, в переводе с тюркско-монгольского Алтынэмель — «золотое седло» («алтын» — золото и «эмель» — седло).

## География
Парк «Алтын-Эмель» организован 10 апреля 1996 года площадью 209 553 га на территориях бывших: Капчагайского государственного охотничье-заповедного хозяйства, Алматинского государственного заповедника, питомника по полувольному содержанию животных (куланарий), коллективного сельскохозяйственного предприятия «Басчи». Цель создания парка — сохранение уникальных природных комплексов, редких, исчезающих и особо ценных видов флоры и фауны.
Общая площадь парка в настоящее время составляет 307 653,35 тысяч га.
Территория парка включает горный, песчано-пустынный, щебнисто-глиняно-пустынные ландшафтные комплексы.
Она состоит из двух основных частей — равнина, которая примыкает к правому берегу реки Или и горная — отроги Джунгарского Алатау и макро склон хребта Алтынэмель. На равнинах располагаются небольшие островные горные массивы. На территории парка выявлены отложения карбона (300 миллионов лет), которые представлены в основном вулканитами, пермские и каменноугольные отложения, и наиболее древние отложения — силурийские. Горы парка в основном сложены палеозойскими породами, которые насчитывают от 200 до 400 миллионов лет.

## Климат
На территории парка резко континентальный климат, зима холодная и сухая, а лето жаркое. Годовое количество осадков не превышает 300—330 мм.

## Растения и животные

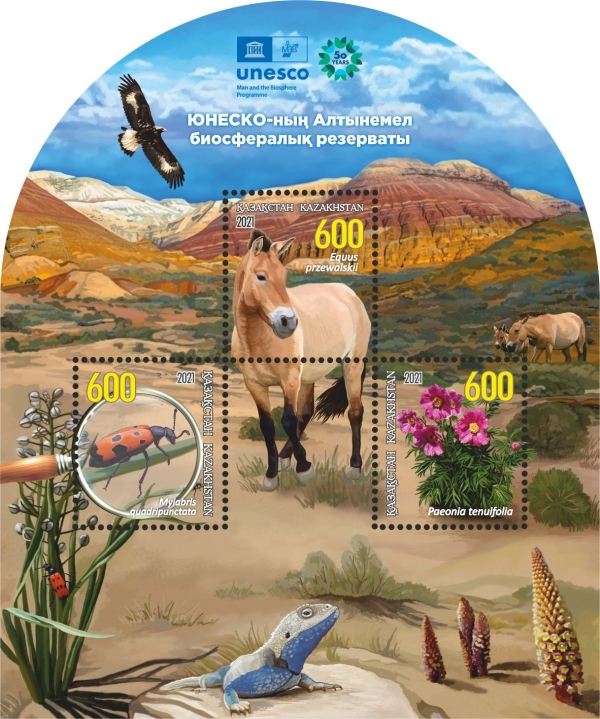
Почтовый блок Казахстана 2021 года

Флора парка насчитывает около 1800 видов растений, среди них 21 вид занесён в Красную книгу Казахстана, около 60 видов являются эндемичными и редкими формами Джунгарского Алатау и Или-Балхашского бассейна. Из флоры стоит отметить древний белый и черный саксаул, небольшие рощи железного дерева (каркас кавказский), деревья яблони Сиверса.
Установлено обитание 1658 видов беспозвоночных, в том числе по таксонам: прямокрылые — 56, богомоловые — 7, равнокрылые — 497, жесткокрылые — 536, чешуекрылые — 164, перепончатокрылые — 225, пухоеды и вши — 1, паукообразные — 140, моллюски — 32 вида.
Фауна позвоночных животных национального парка насчитывает 393 вида. На территории парка обитают 78 видов млекопитающих, 260 видов птиц, 25 видов пресмыкающихся, 4 вида земноводных, 26 видов рыб.
Из обитающих в парке животных 56 видов занесены в Красную книгу Казахстана, в том числе 25 видов насекомых, 3 — рыб, 2 — земноводных, 1 — пресмыкающихся, 12 — птиц, 10 — млекопитающих, в том числе архар, кулан, джейран. Гордостью национального парка является многочисленная популяция куланов. В 1982 году в Алтынемель из Барсакельмеса были завезены несколько десятков туркменских куланов. Сейчас же их поголовье насчитывает более двух тысяч особей. Другим украшением национального парка можно назвать джейранов. Кроме того, в Алтынемель в начале 2000-х годов в рамках реинтродукции были завезены из зоопарков Германии и выпущены на волю лошади Пржевальского.
Птицы представлены такими видами как: чибис, травник, бекас, луговая тиркушка, фазан, перепел, луговой лунь, жёлтая и черноголовая трясогузки, кулик (малый зуёк, морской зуёк, кулик-сорока, ходулочник), чайка (озёрная чайка, речная крачка), трясогузка.

## Достопримечательности

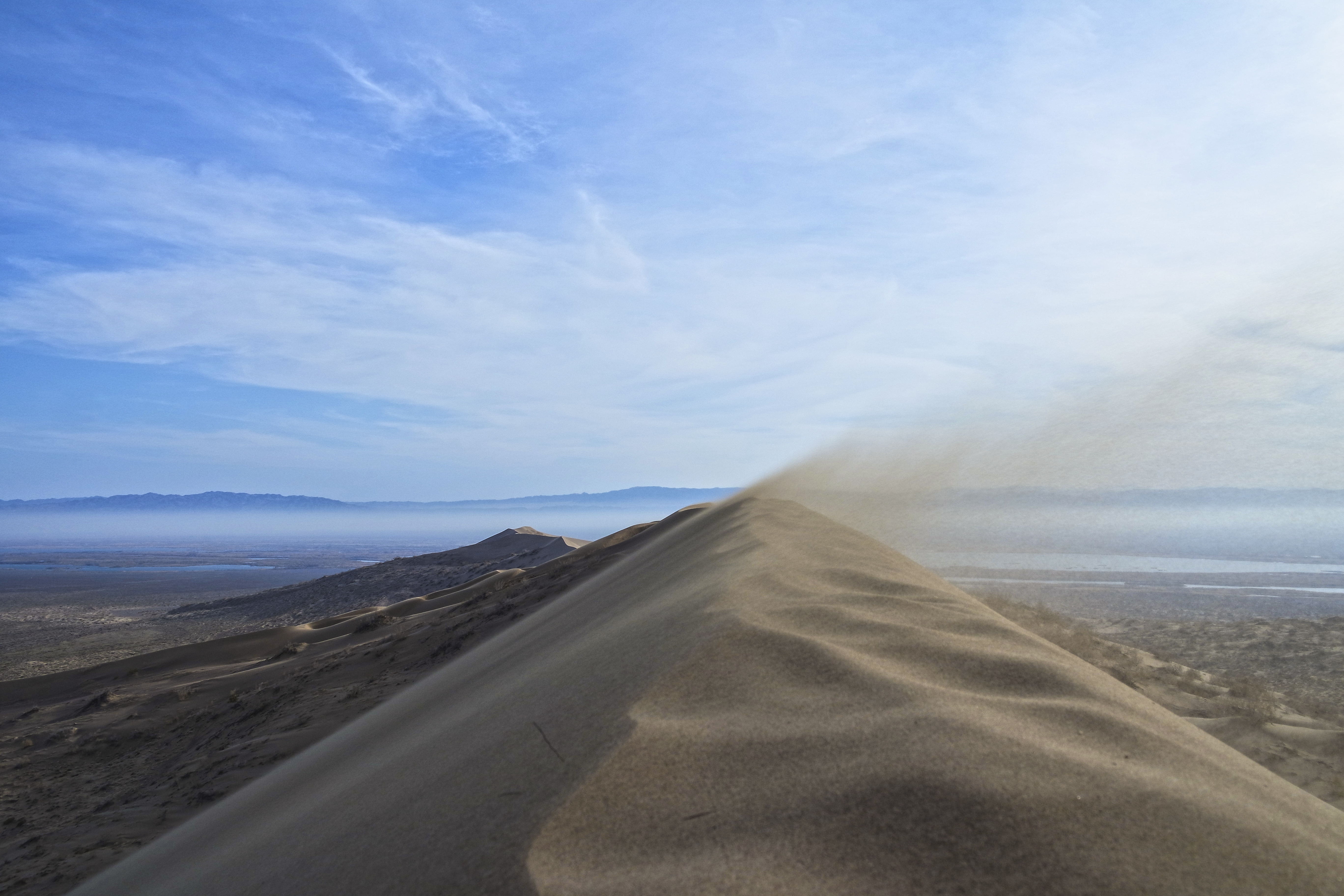
Песок, сдуваемый ветром с вершины поющего бархана

Известнейшие достопримечательности парка — дюна «Поющий бархан» длиной 1,5 км и высотой до 130 м; глиняные горы, прорезанные каньонами — Актау (в переводе белые горы); Катутау — горы, сложенные вулканическими породами; родник Чокана Валиханова в урочище Кокбастау.
В 3 км от берега реки Или находится некрополь сакиской кочевой элиты времен VIII—III веков до нашей эры Бесшатыр — в переводе «Пять шатров». Также здесь находятся Петроглифы Тайгак.

## Урочище Косбастау и 700-летняя Ива
Урочище Косбастау — оазис в пустыне на территории природного парка. Оазис расположился между горами Улькен-Калкан на западе и Катутау на востоке в межгорной равнине. Урочище Косбастау это небольшой тургановый лес с теплыми радоновыми источниками. Рядом с егерским кордоном растёт памятник природы — 700-летняя ива. Точный возраст дерева был выявлен во время обследования ствола дерева, толстых ветвей ствола и корней дерева. 700-летняя ива была обнаружена во время геологических работ в 1960 году. Памятник находится в списке особо охраняемых природных территорий со статусом природоохранного и научного учреждения. Охрана объекта возложена на администрацию ГНПП Алтын-Эмель.

## Галерея

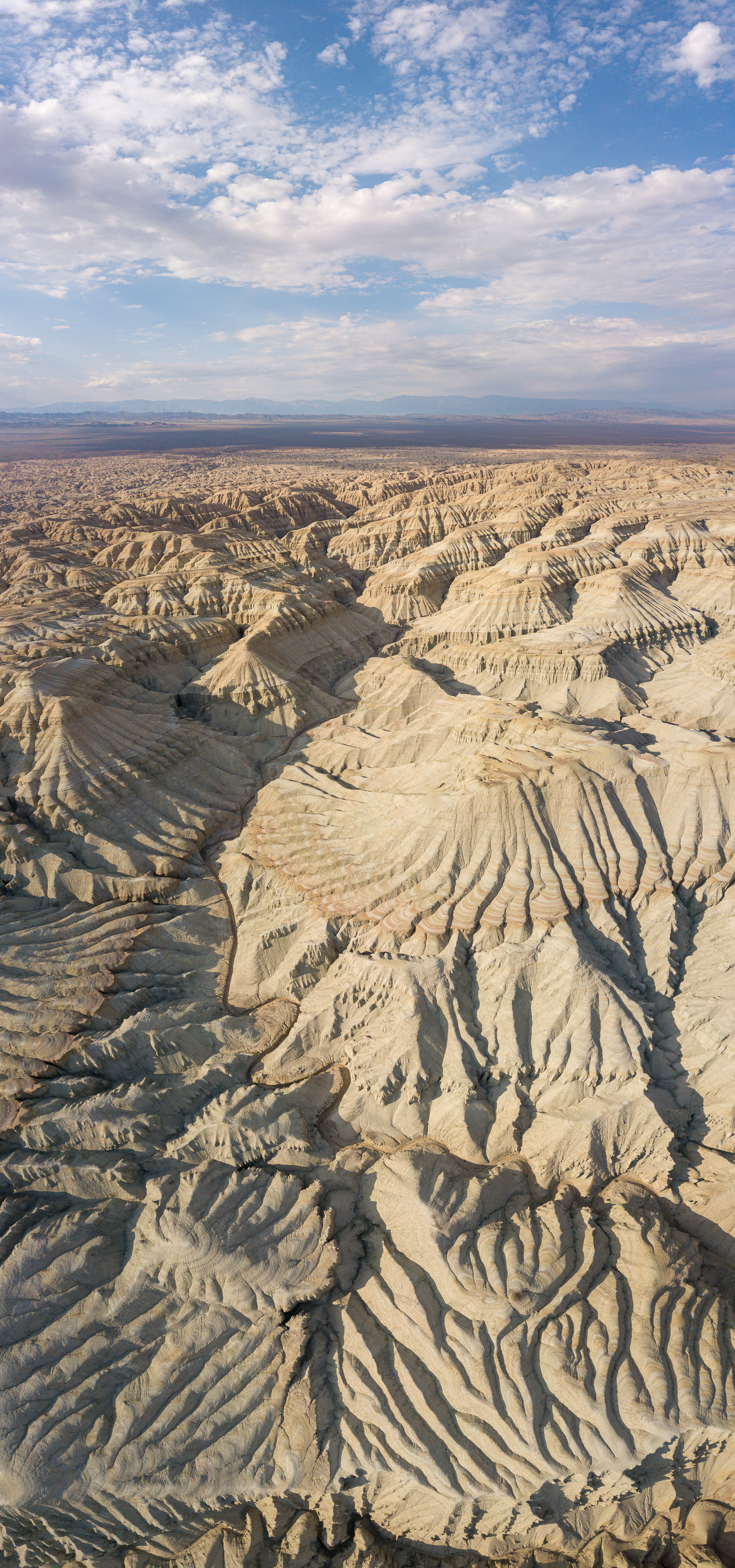
Горы Актау с воздуха
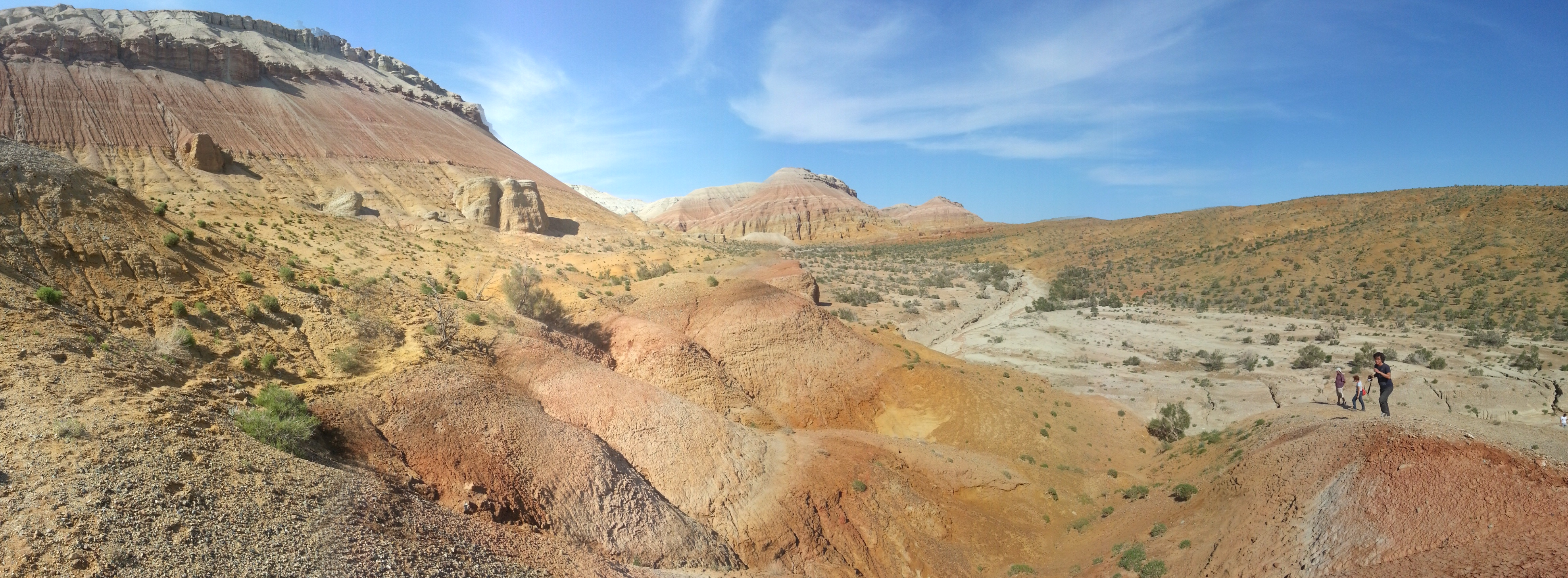
Алтын-Эмель — Актау
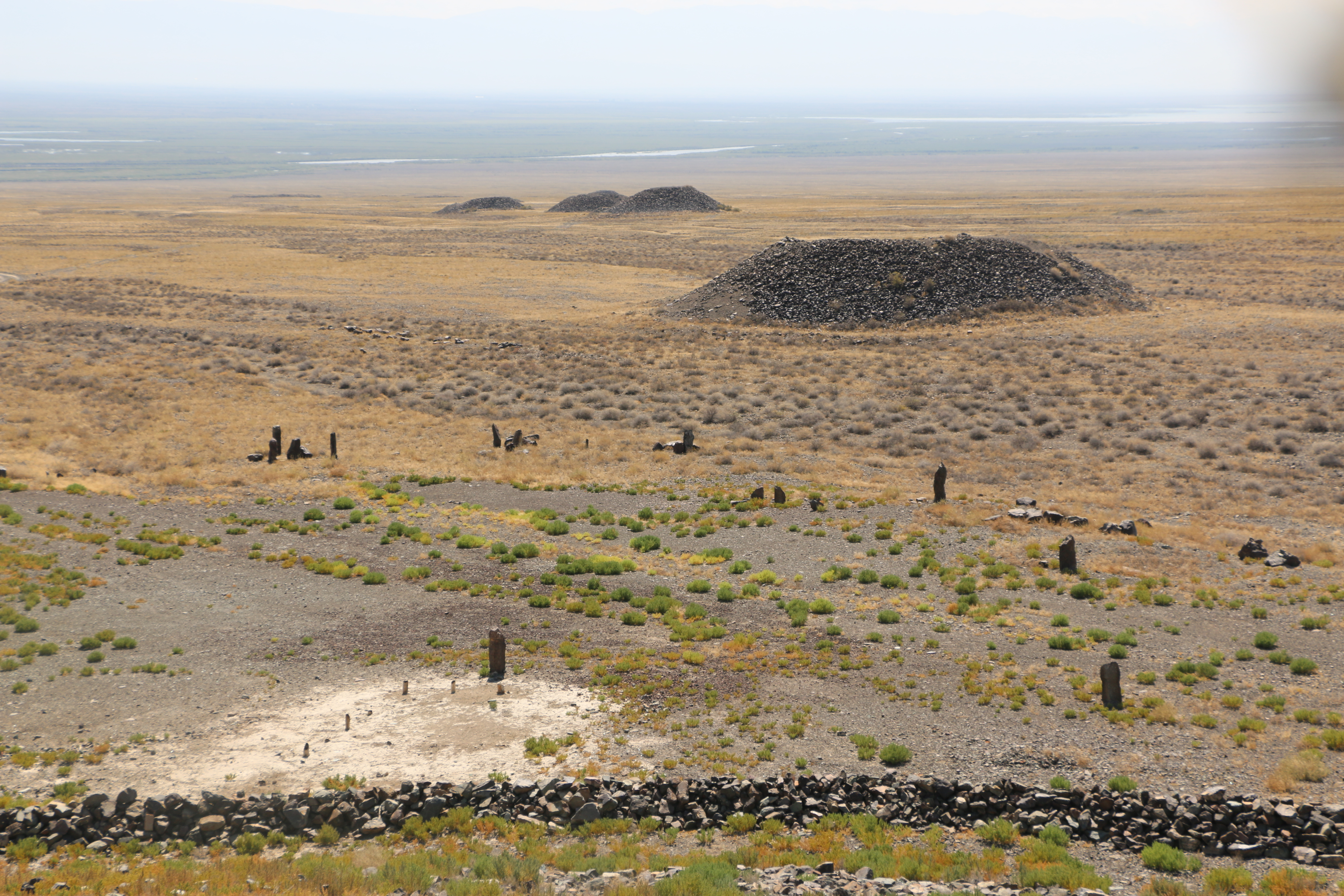
Курганы Бесшатыр
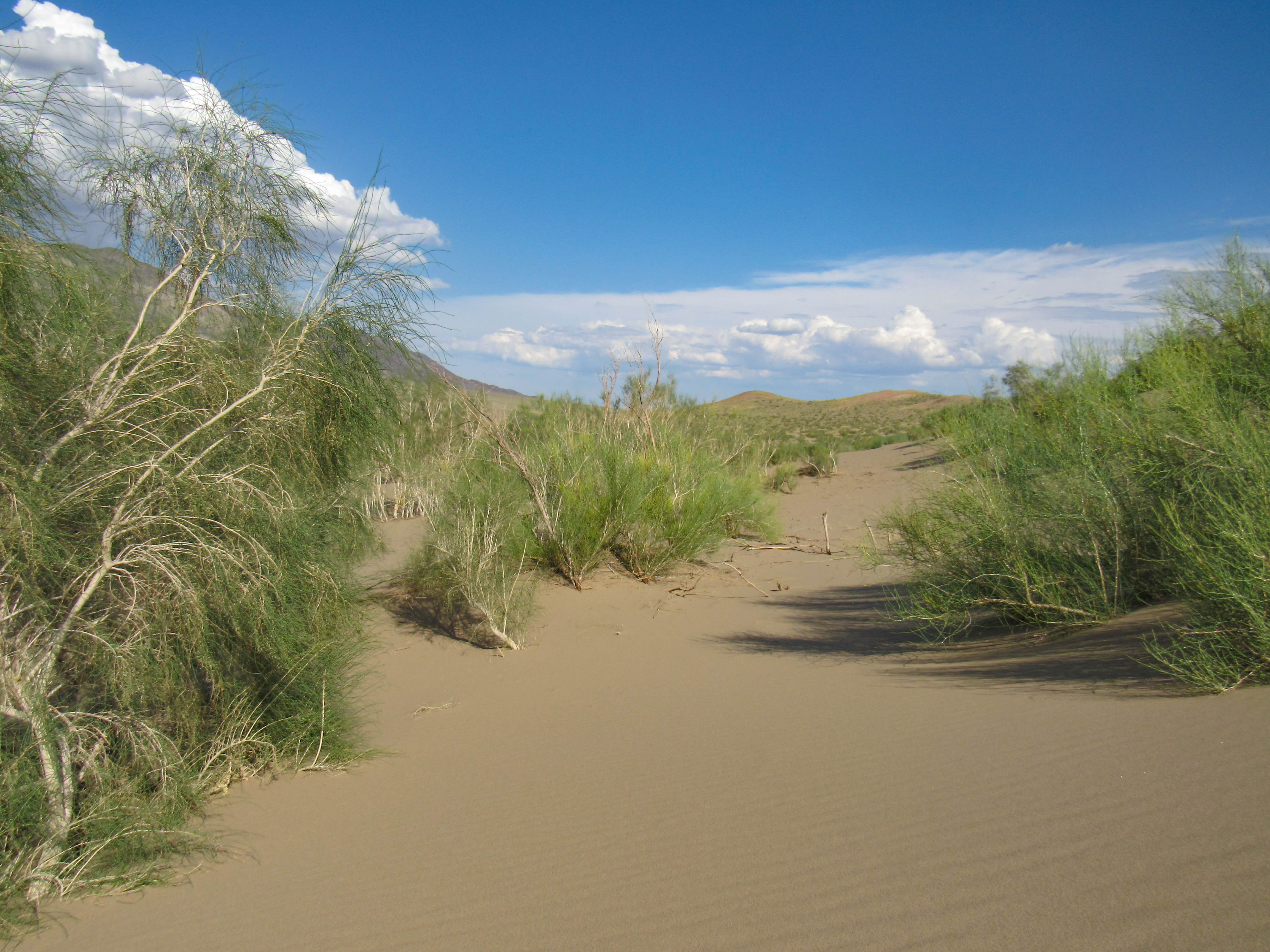
Флора поющего бархана
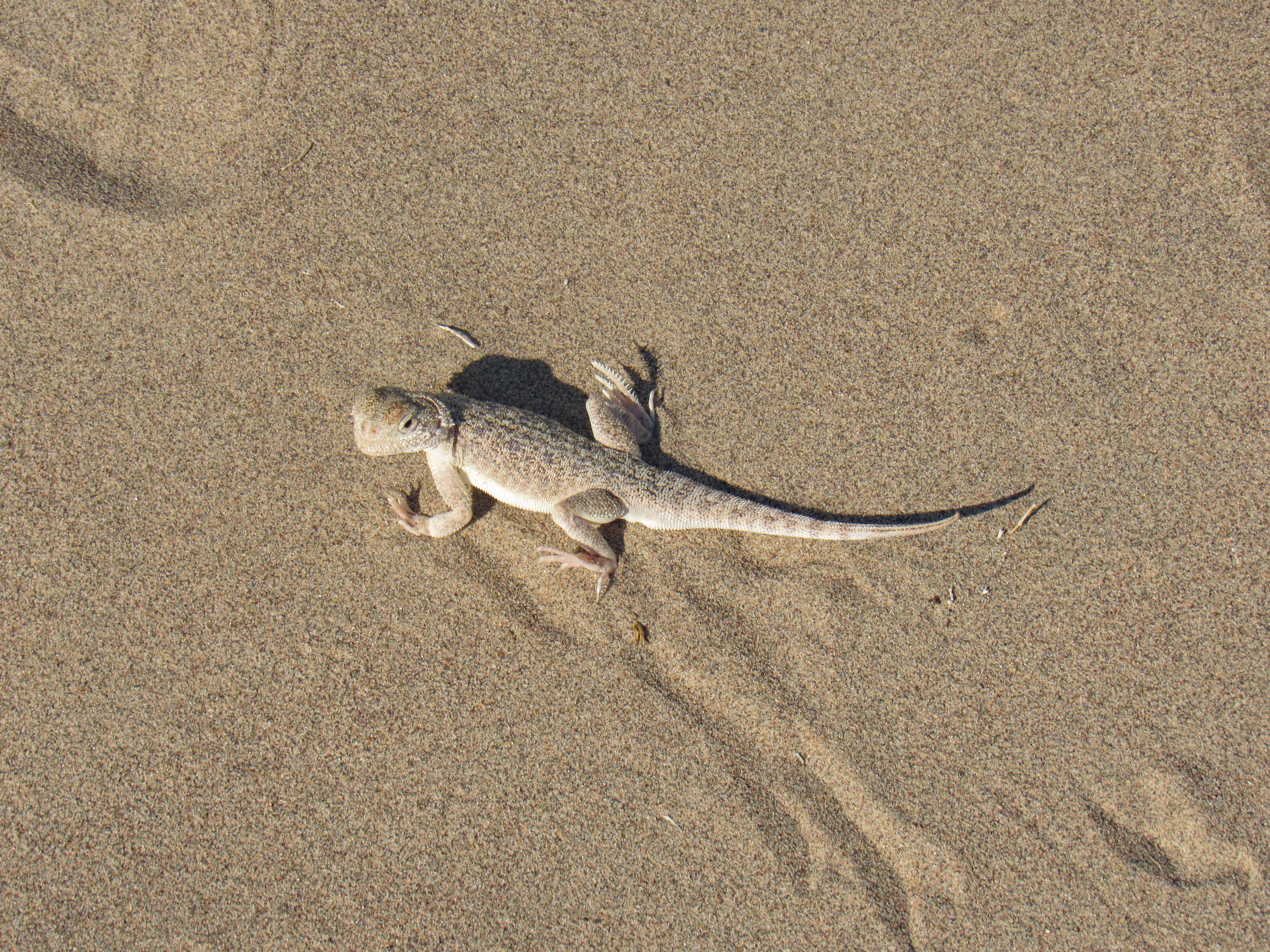
Ушастая круглоголовка